# مرغ اسنو
مرغ اسنو (نام علمی: Snowornis) نام یک سرده از تیره گوهرمرغان است.